# Държавно устройство на Тринидад и Тобаго
Тринидад и Тобаго е парламентарна република.

## Законодателна власт
Тринидад и Тобаго има двукамарен парламент, съставен е от Сенат (горна камара) и Камара на представителите (долна камара).
Сенатът (горната камара) се състои от 31 места, кандидатите за сенатори трябва да имат навършени 25 години.
Камарата на представителите (долната камара) се състои от 41 депутати.